# بلال هاشم
بلال هاشم (عربی: بلال هاشم؛ زادهٔ ۱۹ ژوئیهٔ ۱۹۶۸) بازیکن سابق و مربی فوتبال اهل لبنان است.
وی همچنین در تیم ملی فوتبال لبنان بازی کرده‌است.